# Primera División 1953 (Argentina)
La Primera División 1953 è stata la ventitreesima edizione del massimo torneo calcistico argentino e la ventitreesima ad essere disputata con la formula del girone unico.

## Classifica
| Pos | Club                        | G  | V  | N  | S  | GF | GS | P  |
| 1   | River Plate                 | 30 | 18 | 7  | 5  | 60 | 36 | 43 |
| 2   | Vélez Sársfield             | 30 | 13 | 13 | 4  | 53 | 35 | 39 |
| 2   | Racing Club de Avellaneda   | 30 | 16 | 7  | 7  | 53 | 40 | 39 |
| 4   | Independiente               | 30 | 14 | 7  | 9  | 52 | 47 | 35 |
| 5   | San Lorenzo de Almagro      | 30 | 15 | 4  | 11 | 55 | 36 | 34 |
| 6   | Gimnasia y Esgrima La Plata | 30 | 13 | 6  | 11 | 55 | 43 | 32 |
| 7   | Boca Juniors                | 30 | 11 | 6  | 13 | 41 | 37 | 28 |
| 7   | Chacarita Juniors           | 30 | 9  | 10 | 11 | 35 | 38 | 28 |
| 7   | Rosario Central             | 30 | 10 | 8  | 12 | 43 | 51 | 28 |
| 10  | Lanús                       | 30 | 11 | 5  | 14 | 44 | 45 | 27 |
| 10  | Platense                    | 30 | 8  | 11 | 11 | 48 | 61 | 27 |
| 12  | Huracán                     | 30 | 9  | 8  | 13 | 43 | 52 | 26 |
| 13  | Banfield                    | 30 | 8  | 9  | 13 | 40 | 48 | 25 |
| 13  | Ferro Carril Oeste          | 30 | 9  | 7  | 14 | 40 | 56 | 25 |
| 15  | Newell's Old Boys           | 30 | 8  | 6  | 16 | 34 | 50 | 22 |
| 15  | Estudiantes de La Plata     | 30 | 9  | 4  | 17 | 35 | 56 | 22 |

### Classifica marcatori
|  | Gol | Marcatore      | Squadra     |  |
|  | --- | -------------- | ----------- |  |
|  | 22  | Juan Pizzuti   | Racing Club |  |
|  | 22  | Juan Benavídez | San Lorenzo |  |
|  |     |                |             |  |